# دریاچه اوورون
دریاچه اوورون (انگلیسی: Lake Evoron) یک دریاچه در سرزمین خاباروفسک کشور روسیه است.